# Веслање на Летњим олимпијским играма 2000.
Веслање на Олимпијским играма у Сиднеју 2000. године је одржано у Сиднејском међународном регатном центру на Пенритском језеру од 17. до 24. септембра. У такмичењу је учествовало 547 такмичара од којих су 363. били мушкарци, 184 жене из 51 земаље учеснице.
Такмичило се у 14 дисциплина: 8 мушких и 6 женских.
Ово такмичење је упамћено по британском веслачу Стиву Редгејву који је освојио своју пету златну медаљу у исто толико такмичења у четврецу без кормилара. У трци жена у скифу, Екатерина Карстен, актуелна олимпијска победница, овојила је злато захваљујућу фото-финишу, Румјану Нејкову за једну стотинку секунде. У истој дисциплина у мушкој конкуренцији, актуелни светски прваки (и светски рекордер у веслању у затвореном) Роб Вадел је победио актуелног олимпијског побеника Ксено Милера.
Медаље су освојили представници 20 земаља, од којих је најуспешнија била Немачка са укупно 6 освојених медаља од којих су две биле златне. У појединачној конкуренцији најуспешнија су била четири такмичара са по две освојене медаље.

## Земље учеснице
| - Алжир 2 (1м+1ж) - Аргентина 8 (5м+3ж) - Аустралија 45 (25м+20ж) - Аустрија - Белорусија 10 (0м+10ж) - Белгија - Бразил 1 (1м+0ж) - Бугарска 4 (1м+3ж) - Канада 30 (8м+12ж) - Чад - Чиле 6 (5м+1ж) - Кина 10 (4м+6ж) - Чешка 1 (1м+0ж) - Хрватска 13 (13м+0) - Куба 9 (6м+3ж) - Данска 10 (6м+4ж) - Египат 7 (7м+0ж) |  | - Естонија 3 (3м+0ж) - Француска - Немачка 31 (20м+10) - Уједињено Краљевство 36 (18м+18ж) - Грчка 4 (2м+2ж) - Хонгконг 3 (2м+1ж) - Мађарска - Индија 2 (2м+0ж) - Италија 28 (28м+0ж) - Јапан 8 (6м+2ж) - Казахстан 1 (1м+0) - Јужна Кореја 3 (1м+2ж) - Летонија 1 (1м+0ж) - Литванија - Мексико 5 (3м+2) - Холандија 33 (20м+13ж) - Нови Зеланд 6 (5м+1ж) |  | - Норвешка 6 (6м+0ж) - Пакистан 3 (3м+0ж) - Филипини 1 (1м+0) - Пољска 17 (4м+3ж) - Румунија 28 (12м+15ж) - Русија 23 (16м+7ж) - Србија и Црна Гора 6 (6м+0ж) - Словачка 1 (1м+0ж) - Словенија 8 (8м+0ж) - Јужноафричка Република 8 (6м+2ж) - Шпанија 4 (4м+0ж) - Шведска 3 (2м+1ж) - Швајцарска 11 (7м+4ж) - Тајланд 1 (0м+1ж) - Тунис 2 (1м+1ж) - Украјина 12 (6м+6ж) - Сједињене Америчке Државе 48 (28м+20ж) |

## Освајачи олимпијских медаља

### Мушкарци
| Дисциплина                         | Злато | Злато   | Сребро | Сребро  | Бронза | Бронза  |
| ---------------------------------- | --- | ------- | --- | ------- | --- | ------- |
| Скиф детаљи                        | Роб Вадел · Нови Зеланд | 6:48,90 | Ксено Милер · Швајцарска | 6:50,55 | Марсел Хакер · Немачка | 6:50,83 |
| Дубл скул детаљи                   | Лука Шпик · Изток Чоп · Словенија | 6:16,63 | Олаф Туфте · Фредрик Бекен · Норвешка | 6:17,98 | Ђовани Калабрезе · Никола Сартори · Италија | 6:20,49 |
| Лаки дубл скул детаљи              | Томаш Кухарски · Роберт Сич · Пољска | 6:21,75 | Елија Луини · Леонардо Петинари · Италија | 6:23,47 | Паскал Туро · Тибо Шапел · Француска | 6:24,85 |
| Четверац скул детаљи               | Агостино Абањале, Алесио Сартори · Росано Галтароса, Симоне Рајнери · Италија                                                                    | 5:45,56 | Јохем Верберне, Дирк Липитс · Диједерик Симон, Михијел Бартман · Холандија                                                                   | 5:47,91 | Марко Гајслер, Андреас Хајек · Штефан Волкерт, Андре Вилмс · Немачка                                                                                            | 5:48,64 |
| Двојац без кормилара детаљи        | Мишел Андрју · Жан-Кристоф Ролан · Француска | 6:32,97 | Тед Марфи · Себастијан Би · Сједињене Америчке Државе                                                                                        | 6:33,80 | Метју Лонг · Џејмс Томкинс · Аустралија | 6:34,26 |
| Четверац без кормилара детаљи      | Џејмс Крекнел, Стив Редгрејв · Тим Фостер, Метју Пинсент · Уједињено Краљевство                                                                  | 5:56,24 | Валтер Молеа, Рикардо деи Роси · Лоренцо Карбончини, Карло Морнати · Италија                                                                 | 5:56,62 | Џејмс Стјуарт, Бен Додвел · Џефри Стјуарт, Бо Хансон · Аустралија                                                                                               | 5:57,61 |
| Лаки четверац без кормилара детаљи | Лоран Поршје, Жан Кристоф Бет · Ив Окде, Гзавје Дорфман · Француска                                                                              | 6:01,68 | Сајмон Берџис, Ентони Едвардс, Дарен Балмфорт · Роберт Ричардс · Аустралија                                                                  | 6:02,09 | Серен Мадсен, Томас Еберт · Ескилд Ебесен, Виктор Федерсен · Данска                                                                                             | 6:03,51 |
| Осмерац детаљи                     | Ендру Линдси, Бен Хант-Дејвис, Сајмон Денис, Луис Атрил, Лука ГруборКиран Вест, Фред Скарлет, Стив Трампоре, Роули Даглас · Уједињено Краљевство | 5:33,08 | Кристијан Рајан, Алистер Гордон, Ник Порзиг, Роберт Јарлинг, Мајк МакејСтјуарт Велч, Данијел Берк, Хаиме Фернандез, Брет Хејман · Аустралија | 5:33,88 | Игор Францетић, Тихомир Франковић, Томислав Смољановић, Никша Скелин, Синиша Скелин Крешимир Чуљак, Игор Бораска, Бранимир Вујевић, Силвијо Петришко · Хрватска | 5:34,85 |

## Жене
| Дисциплина                  | Злато | Злато   | Сребро | Сребро  | Бронза | Бронза  |
| --------------------------- | --- | ------- | --- | ------- | --- | ------- |
| Скиф детаљи                 | Кацјарина Карстен · Белорусија | 7:28,14 | Румјана Нејкова · Бугарска | 7:28,15 | Катрин Ручов-Стомпоровски · Немачка | 7:28,99 |
| Дубл скул детаљи            | Јана Тиме · Катрин Борон · Немачка | 6:55,44 | Пита ван Дисхук · Еке ван Нес · Холандија | 7:00,36 | Бируте Шакицкијене · Кристина Поплавска · Литванија                                                                                              | 7:01,71 |
| Лаки дубл скул детаљи       | Констанца Бурчика · Анђела Алупеј · Румунија | 7:02,64 | Валери Фихоф · Клаудија Бласберг · Немачка | 7:02,95 | Кристин Колинс · Сара Гарнер · Сједињене Америчке Државе                                                                                         | 7:06,37 |
| Четверац скул детаљи        | Манја Ковалски, Мајке Еверс, Мануела Луце, Керстин Ковалски · Немачка                                                                                                   | 6:19,58 | Гвин Батен, Џилијан Линдси, Кетрин Грејнџер, Миријам Батен · Уједињено Краљевство                                                                   | 6:21,64 | Оксана Дороднова, Ирина Федотова, Јулија Левина, Лариса Мерк · Русија                                                                            | 6:21,65 |
| Двојац без кормилара детаљи | Ђеорђета Дамијан · Дојна Игнат · Румунија | 7:11,00 | Рејчел Тејлор · Кејт Слатер · Аустралија | 7:12,56 | Миси Швен · Карен Крафт · Сједињене Америчке Државе                                                                                              | 7:13,00 |
| Осмерац детаљи              | Ђеорђета Дамијан, Вјорика Сусану, Јоана Олтеану, Вероника Кокела, Марија Магдалена Думитраке, Елизабета Липа, Лилијана Гафенку, Дојна Игнат, Елена Ђеорђеску · Румунија | 6:06.44 | Анеке Венема, Карин тер Бек, Нелеке Пенинкс, Пита ван Дисхук, Еке ван Нес, Теса Апелдорн, Марике Вестерхоф, Елин Мајер, Мартајнтје Којк · Холандија | 6:09,39 | Хедер Макдермид, Хедер Дејвис, Дорота Урбанијак, Тереса Лук, Ема Робинсон, Алисон Корн, Лариса Бизентал, Бафи Александер, Лесли Томпсон · Канада | 6:11,58 |

## Биланс медаља
| Медаље земље домаћина |

|     | Држава                    | Злато | Сребро | Бронза | Укупно |
| --- | ------------------------- | ----- | ------ | ------ | ------ |
| 1.  | Француска                 | 2     | 0      | 1      | 3      |
| 2.  | Уједињено Краљевство      | 2     | 0      | 0      | 2      |
| 3.  | Италија                   | 1     | 1      | 1      | 3      |
| 4.  | Нови Зеланд               | 1     | 0      | 1      | 2      |
| 4.  | Пољска                    | 1     | 0      | 1      | 2      |
| 4.  | Словенија                 | 1     | 0      | 1      | 2      |
| 7.  | Аустралија                | 0     | 2      | 2      | 4      |
| 8.  | Холандија                 | 0     | 1      | 0      | 1      |
| 8.  | Норвешка                  | 0     | 1      | 0      | 1      |
| 8.  | Сједињене Америчке Државе | 0     | 1      | 0      | 1      |
| 8.  | Швајцарска                | 0     | 1      | 0      | 1      |
| 12. | Немачка                   | 0     | 0      | 2      | 2      |
| 13. | Данска                    | 0     | 0      | 1      | 1      |
| 13. | Хрватска                  | 0     | 0      | 1      | 1      |
|     | Укупно (14)               | 8     | 8      | 8      | 24     |

|    | Држава                    | Злато | Сребро | Бронза | Укупно |
| -- | ------------------------- | ----- | ------ | ------ | ------ |
| 1. | Румунија                  | 3     | 0      | 0      | 3      |
| 2. | Немачка                   | 2     | 1      | 1      | 4      |
| 3. | Белорусија                | 1     | 0      | 0      | 1      |
| 4. | Холандија                 | 0     | 1      | 1      | 2      |
| 5. | Бугарска                  | 0     | 1      | 0      | 1      |
| 5. | Аустралија                | 0     | 1      | 0      | 1      |
| 5. | Уједињено Краљевство      | 0     | 1      | 0      | 1      |
| 8. | Сједињене Америчке Државе | 0     | 0      | 2      | 2      |
| 9. | Канада                    | 0     | 0      | 1      | 1      |
| 9. | Литванија                 | 0     | 0      | 1      | 1      |
| 9. | Русија                    | 0     | 0      | 1      | 1      |
|    | Укупно (11)               | 6     | 6      | 6      | 18     |

### Биланс медаља, укупно
|    | Држава                    | Злато | Сребро | Бронза | Укупно |
| -- | ------------------------- | ----- | ------ | ------ | ------ |
| 1  | Румунија                  | 3     | 0      | 0      | 3      |
| 2  | Немачка                   | 2     | 1      | 3      | 6      |
| 3  | Уједињено Краљевство      | 2     | 1      | 0      | 3      |
| 4  | Француска                 | 2     | 0      | 1      | 3      |
| 5  | Италија                   | 1     | 2      | 1      | 4      |
| 6  | Белорусија                | 1     | 0      | 0      | 1      |
| 6  | Нови Зеланд               | 1     | 0      | 0      | 1      |
| 6  | Пољска                    | 1     | 0      | 0      | 1      |
| 6  | Словенија                 | 1     | 0      | 0      | 1      |
| 10 | Аустралија                | 0     | 3      | 2      | 5      |
| 11 | Холандија                 | 0     | 3      | 0      | 3      |
| 12 | Сједињене Америчке Државе | 0     | 1      | 2      | 3      |
| 13 | Бугарска                  | 0     | 1      | 0      | 1      |
| 13 | Норвешка                  | 0     | 1      | 0      | 1      |
| 13 | Швајцарска                | 0     | 1      | 0      | 1      |
| 16 | Канада                    | 0     | 0      | 1      | 1      |
| 16 | Хрватска                  | 0     | 0      | 1      | 1      |
| 16 | Данска                    | 0     | 0      | 1      | 1      |
| 16 | Литванија                 | 0     | 0      | 1      | 1      |
| 16 | Русија                    | 0     | 0      | 1      | 1      |
| 16 | Укупно (20)               | 14    | 14     | 14     | 42     |